# Грб Филипина
Грб Филипина је званични хералдички симбол Републике Филипини. Грб је усвојен 3. јула 1946. године, након добијања независности Филипина од САД.
У центру штита налази се сунце с осам зрака, од којих свака представља поједину провинцију (Батангас, Булакан, Кавите, Манила, Лагуна, Нуова Еција, Пампанга, Тарлак). У горњем сребрном пољу стоје три петокраке звезде, које представљају три региона Филипина (Лузон, Висајас и Минданао). На хералдички десном, плавом пољу налази се орао с грба САД-а, а на левом црвеном лав са грба Шпаније.
Испод штита се простире трака с натписом REPUBLIKA NG PILIPINAS.